# Napaeus nanodes
Napaeus nanodes је пуж из реда Stylommatophora и фамилије Enidae.

## Угроженост
Ова врста није угрожена, и наведена је као последња брига јер има широко распрострањење.

## Распрострањење
Шпанија је једино познато природно станиште врсте.

## Станиште
Врста Napaeus nanodes има станиште на копну.